# Santa Marcel·lina
Marcel·lina (Trèveris, ca. 330/5–ca.398) fou una verge i santa cristina romana, germana d'Ambròs de Milà.

## Biografia
Nascuda vers el 330, fou germana gran d'Ambròs de Milà. El seu naixement probablement es produí a Trèveris, on la seva família residia temporalment a causa del càrrec que exercia el seu pare com a prefecte del pretori de les Gàl·lies. Abandonà la casa familiar una mica abans de la mort del seu pare per marxar a Roma, lloc d'on procedia originalment la seva família. Allà esperà l'arribada de la seva mare amb els seus dos fills, però abans ja s'havia allunyat del món i escollí viure la seva vida dintre de la virginitat cristina i dedicar-se plenament a la pràctica de la pietat i l'ascetisme. Un dia de Nadal, probablement el 353, va rebre el vel de la virginitat consagrada de la mà del papa Liberi. El papa li va dedicar un consell en aquesta ocasió, que va ser preservat en l'obra del seu germà Ambròs, on s'hi destaquen especialment les obligacions de les verges cristianes de preservar la puresa virginal. Posterior a l'elecció d'Ambròs com a bisbe de Milà (374), aquest va cridar la seva germana, i va trobar en ella una assistent zelosa per fomentar i estendre la vida ascètica entre les donzelles de Milà. Per a ella dedicà Ambròs dedicà la seva obra sobre la virginitat escrita el 377 De virginibus ad Marcellinam. Marcel·lina sobrevisqué al seu germà, morí el 398 o una mica abans. Fou enterrada a la cripta sota la Basílica Ambrosiana, com el seu germà, i fou honorada com a santa. La seva festa és celebrada el 17 de juliol.